# Martinezisme
Het Martinezisme is de beweging die is ontstaan uit het werk van Martines de Pasqually. Deze naam wordt op verschillende wijzen gespeld (reeds tijdens zijn leven).
De term Martinezisme werd door Papus bedacht om een onderscheid te maken met de beweging van Louis-Claude de Saint-Martin, de bekendste leerling van Martinez.
De beweging die voortvloeide uit het werk van Saint-Martin had hij het Martinisme genoemd.